# Borborillus fumipennis
Borborillus fumipennis är en tvåvingeart som först beskrevs av Christian Stenhammar 1854.  Borborillus fumipennis ingår i släktet Borborillus och familjen hoppflugor. Inga underarter finns listade i Catalogue of Life.